# Pseudanthias connelli
Pseudanthias connelli är en fiskart som först beskrevs av Phillip C. Heemstra och Randall, 1986.  Pseudanthias connelli ingår i släktet Pseudanthias och familjen havsabborrfiskar. Inga underarter finns listade i Catalogue of Life.